# Calyptomerus oblongulus
Calyptomerus oblongulus là một loài bọ cánh cứng trong họ Clambidae. Loài này được Mannerheim miêu tả khoa học đầu tiên năm 1853.